# Aktiespararna
Aktiespararna, formellt Sveriges Aktiesparares Riksförbund, är en oberoende intresseorganisation för svenska aktiesparare.

## Historia
Aktiespararna grundades 5 februari 1966 på Hotell Foresta på Lidingö. De utlösande faktorerna var dels en annons från "World Federation of Investment Clubs" om att det skulle hålla arrangemang i London samt att dåvarande finansministern hade en aktieskatt ute på remiss. Förbundet började redan 1967 ge ut en medlemstidning, "Aktiespararen", då en trycksak på fyra sidor, i dag Sveriges största aktietidning med ca 130 000 läsare enligt Orvesto Konsument.
I november 1972 bildades den första lokalavdelningen i Jönköping. Avdelningarna har till uppgift att arrangera träffar med börsbolag, analytiker och liknande för sina medlemmar. Nu finns det 151 avdelningar i landet. Avdelningarna är en organisatorisk del av förbundet. Ungdomsverksamheten bedrivs i Unga Aktiesparare, som startades 1990.  Förbundet blev bland de första med egen hemsida på Internet 1995.
1982 inrättades befattningen verkställande direktör, där civilekonomen Gunnar Grundström blev den förste innehavaren. Han efterträddes 1984 av Lars-Erik Forsgårdh som var VD fram till 2006. Forsgårdh efterträddes av Elisabeth Tandan (2006–2008) och senare Günther Mårder (2008–2012). Under Lars-Erik Forsgårdh hade Aktiespararna sin storhetstid och var en maktfaktor i svenskt näringsliv. Det är bland annat tack vare Aktiespararna som Sverige har en sådan unik bolagsstyrningsmodell, det enorma avståndet mellan bolagsstyrelse och ägare som präglar många bolag utomlands finns inte på samma sätt i Sverige. 1996 passerade medlemsantalet 100 000 och år 2000 hade man 147 000 medlemmar. Därefter rasade medlemsantalet till 59 717 i juli 2013. Efter juli 2013 har medlemsantalet åter stigit till att år 2016 vara 67 900. 
2012 - 2016 var Carl Rosén vd. För att stävja medlemstappet lanserade han ett breddat koncept med mottot ”Din enda vän i finansdjungeln”, där organisationen framöver utöver direktägande aktieägares intressen även ska försvara och bevaka fond- och pensionsspararnas intressen. Målet är att likt bevakningen av bolagsstämmor, även granska fonder och rådgivare och ge handfasta råd som att exempelvis dödskallemärka dåliga PPM-rådgivare om det finns skäl till det.
2016 utsågs Joacim Olsson till ny vd.

## Marknadsbevakning och aktivism
Aktiespararna driver småspararnas intressen genom att till exempel närvara på drygt 450 bolagsstämmor årligen, lämna rekommendationer vid offentliga bud, och bilda opinion. Frågor där Aktiespararna har engagerat sig inkluderar:
- 1975 - Kampen mot löntagarfonderna inleds.
- 1976 - Aktiefrämjandet startas på Aktiespararnas initiativ.
- 1979 - Aktiespararna spelar nyckelroll när Volvo/Norge-affären stoppas.
- 1985 - Aktiespararna startar debatten om Leo-affären.
- 1986 - Aktiespararna agerar i Fermenta-affären.
- 1993 - Aktiespararna en av de drivande krafterna när Volvo/Renault-affären stoppas.
- 1994 - Regeringen Bildt sänker aktieskatterna kraftigt i linje med Aktiespararnas förslag.
- 1998 - Aktiespararna förlorar striden om Astra, som blir Astra Zeneca.
- 2008 - Aktiespararna uppvaktar regeringen och driver frågan om ett Allemanskonto. Detta infördes 2012 vid namn Investeringssparkonto.
- 2012 - Tack vare Aktiespararna lanseras investeringssparkontot, en placeringsform som gör att du slipper deklarera, där du betalar låg skatt och dessutom kan du rösta på bolagsstämman. Investerarskyddet upp till 250.000 kronor finns där liksom insättargaranti upp till 100.000 Euro.
- 2013 - Aktiespararna tillsammans med andra näringslivsprofiler driver frågan om en ägarkod med regler för ägarnas roll i bolagen.
- 2013 - Aktiespararna varnas via visselblåsare att Scania dräneras på teknik, forskning och utveckling och förs över till MAN och Volkswagen koncernen.
- 2013 - Aktiespararna inleder en process mot Swedbank och deras fonder Allemansfond och Kapitalinvest. Fonderna har marknadsförts som aktivt förvaltade men klart bevisat endast följt index. Något Swedbank Roburs VD Tomas Hedberg erkänt till sparare.
- 2014 - Aktiespararna tar strid mot Scania när de vill sänka utdelningsnivån till minoritetsaktieägarna.
- 2014 - Aktiespararna tar strid mot Stora Enso och begär granskning vid bolagsstämman för bättre öppenhet, ansvar av dålda förluster.
- 2014 - Aktiespararna tar strid mot blandfonder. Ökad konkurrens trycker ned prisnivån på aktiefonder. Men i de storsäljande blandfonderna har bankerna gått motsatt väg och höjt avgiftsuttaget. Dyrast är fond-i-fonder där närmare 2 procent om året försvinner i avgifter.
- 2014 - Aktiespararna lanserar Fondväljaren. Bara hälften av de Sverigefonder som utger sig för att vara aktivt förvaltade är det fullt ut. Många falskt aktiva fonder tar för mycket betalt av spararna när de förvaltar pengarna.
- 2015 - Aktiespararna fortsätter att ta strid mot Swedbank Robur beträffande anklagelser om falskt marknadsförda fonder Allemansfond och Kapitalinvest.

## Roburkampanjen 2014 - 2016
Aktiespararna drev i två års tid en process mot Swedbank Robur när det gäller Allemansfonden komplett och Kapitalinvest. Här har en miljon svenskar haft i snitt 70 000 kronor var placerade. Aktiespararna menade att fonderna har marknadsförts som aktivt förvaltade men i verkligheten förvaltats som indexfonder. Indexfonder kostar i snitt en procentenhet mindre än dessa så kallade aktivt förvaltade fonder. Det innebar, menade Aktiespararna, att en miljon svenskar under tio år betalat 7 000 kronor för mycket i förvaltningskostnader. Därför begärde Aktiespararna i Allmänna Reklamationsnämnden, ARN, att Swedbank Robur skulle betala tillbaka sju miljarder kronor till spararna för tjänster de inte ens försökt att leverera. ARN meddelade dock efter sex månaders behandling att fallet inte skulle tas upp till prövning, motiverat att det skulle krävas en rättegångslik muntlig förhandling, och tolkning av oklara branschtermer, vilket inte lämpar sig för Reklamationsnämndens skriftliga arbetsformer.

## Utbildning och rådgivning
Förbundet har bedrivit utbildningar för medlemmar samt externt sedan 1977. Detta hanteras av avdelningen Aktiespararna Utbildning som också innefattar ett bokförlag. Utbildningsverksamheten fick namnet Aktiespararnas Aktieskola 1997. Aktiespararna erbjuder även medlemmarna aktiejuridisk rådgivning, såsom hjälp med deklarationsfrågor. 

## Aktiehandel
I Aktiespararnas verksamhetsidé ingår att erbjuda medlemmarna aktiehandelstjänster och vid årsskiftet 1989/90 förvärvades Aktieinvest av Gotabanken. Aktieinvest erbjuder unika möjligheter att med låg insats bygga upp en aktieportfölj.
För att sätta prispress på andra fondkommissioner startades 1995 Aktiespararna Fondkommission. Satsningen fick önskad effekt på övriga fondkommissionärers uttag av courtage och depåavgifter. År 2000 såldes Aktiespararna Fondkommission. Försäljningen inbringade ett kapital som tryggar förbundets verksamhet även under en följd av år med nedgång på börsen.
Aktieinvests gamla aktiehandelssystem började mot slutet av 1990-talet att få problem med den ökande handeln. varför ett nytt aktiehandelssystem utvecklades som stod klart till årsskiftet 2003/04. Det nya systemet gjorde det möjligt att erbjuda medlemmar och andra kunder nya produkter: Aktieinvest Bas, Pension, Junior, Klubb, Fond, Kapitalförsäkring och indexfonden Topp Sverige.
Under 2015 tillträdde Therese Lundstedt som VD för Aktieinvest. Under hennes första år har en ny strategi tagits fram. Ett nytt handelsprogram är under utveckling och under 2016 står dotterbolaget inför stora systeminvesteringar.

## Börs-SM
Aktiespararna är huvudarrangör av aktieförvaltningstävlingen Börs-SM, som startades 1986 tillsammans med Dagens Industri. 2015 valde Aktiespararna att pausa tävlingen på minst ett år.